# Le Cœur synthétique
Le Cœur synthétique est un roman de Chloé Delaume paru le 20 août 2020 aux éditions du Seuil et récompensé du prix Médicis la même année.

## Historique du roman
Le Cœur synthétique reçoit le 6 novembre 2020 le prix Médicis,.

## Résumé
Adélaïde, attachée de presse littéraire, se retrouve célibataire à quarante-six ans. Alors qu'elle espère rapidement retrouver l'amour, elle se rend compte que le "marché" est cruel pour les femmes de son âge...

## Éditions
- Éditions du Seuil, 2020  (ISBN 9782021425451)[3].